# Kuki Yoshitaka
En aquest nom japonès, el cognom és Kuki.
Kuki Yoshitaka (九鬼嘉隆 1542 - 17 de novembre del 1600) va ser un comandant naval durant el període Sengoku de la història del Japó, sota el comandament d'Oda Nobunaga i, posteriorment de Toyotomi Hideyoshi.
A la dècada de 1570, Yoshitaka es va aliar a Oda Nobunaga i es posà al comandament de la seva flota, donant suport als atacs terrestres contra els Ikko-Ikki. El 1574, la seva ajuda va assegurar la victòria de Nobunaga en el seu tercer intent per prendre la fortalesa de Nagashima. El 1576, va ser derrotat a Kizugawaguchi per la flota del clan Mori, però el 1578 va aconseguir la victòria en la segona batalla de Kizugawaguchi, en la qual Yoshitaka utilitzar «vaixells de ferro» per rebutjar les fletxes i trets de mosquet provinents dels vaixells del clan Mori.
En 1587, va guiar l'armada de Toyotomi Hideyoshi durant una campanya a Kyūshū, al costat de Konishi Yukinaga, Wakizaka Yasuharu i Kato Yoshiaki. Tres anys més tard, acompanyat per Wakizaka Yasuharu i Kato Yoshiaki, va dirigir els setges d'Odawara i de Shimoda. Encara com a comandant de la flota de Hideyoshi, va participar en les invasions a Corea el 1592 des de la seva nau insígnia, el Nipponmaru.
Durant la batalla de Sekigahara, Kuki Yoshitaka va combatre del costat de les forces de Toyotomi, mentre que el seu fill, Kuki Moritaka, ho feia en el bàndol oposat, sota el comandament de Tokugawa Ieyasu. Kuki Yoshitaka es va suïcidar el 12 de desembre de 1600.